# Rudolf Engler
Rudolf Engler  (* 25. Oktober 1930 in Teufen AR; † 5. September 2003) war ein Schweizer Romanist und Sprachwissenschaftler.

## Leben und Werk
Engler absolvierte die Reifeprüfung 1949 in St. Gallen. Er studierte von 1949 bis 1958 Italienisch und Französisch an der Universität Bern und wurde 1963  von Siegfried Heinimann promoviert mit der Arbeit Théorie et critique d'un principe saussurien. L’arbitraire du signe (in: Cahiers Ferdinand de Saussure 19, 1962, S. 5–66). Als Assistent von Heinimann habilitierte er sich 1971 mit der Schrift Studien zu Lionardo Salviatis Avvertimenti della lingua sopra’l Decamerone 1584/86 und war von 1973 bis 1982 ausserordentlicher Professor, sowie von 1982 bis 1995 ordentlicher Professor für romanische Philologie an der Universität Bern (von 1987 bis 1988 auch Dekan). In der Nachfolge von Robert Godel stellte Engler durch seine kritische Ausgabe des Cours von Saussure die Erforschung der Geschichte der strukturellen Linguistik auf eine neue Grundlage.

## Werke
- (Hrsg.) Ferdinand de Saussure. Cours de linguistique générale, kritische Ausgabe. 2 Bände. Harrassowitz, Wiesbaden 1967/1974 (Nachdruck 1989/1990).
- Lexique de la terminologie saussurienne. Spectrum, Utrecht 1968.
- Saussure und die Romanistik. Institut für Sprachwissenschaft, Bern 1976.
- Bibliographie sausurienne, in: Cahiers Ferdinand de Saussure
  - 30, 1976, S. 99–138
  - 31, 1977, S. 279–306
  - 33, 1979, S. 80–145
  - 40, 1986, S. 131–200
  - 43, 1989, S. 149–275
- (Hrsg. mit Ricarda Liver) Siegfried Heinimann, Romanische Literatur- und Fachsprachen in Mittelalter und Renaissance. Beiträge zur Frühgeschichte des Provenzalischen, Französischen, Italalienischen und Rätoromanischen. Reichert, Wiesbaden 1987.
- (Hrsg. mit René Amacker) Présence de Saussure. Actes du colloque international de Genève (21 – 23 mars 1988). Droz, Genf 1990.
- (Hrsg. mit Simon Bouquet) Ferdinand de Saussure, Écrits de linguistique générale. Gallimard, Paris 2002.
  - englisch: Oxford University Press, 2006.
  - spanisch: Gedisa, Barcelona 2004.
  - portugiesisch: São Paulo 2004.
  - polnisch: Warschau 2004.
  - serbisch: Sremski Karlovci 2004.